# Bruno Rodrigues
Bruno Rafael Rodrigues do Nascimento (Ceará-Mirim, 7 marzo 1997) è un calciatore brasiliano, attaccante del Palmeiras.

## Carriera
Ha giocato nella massima serie cipriota e nella seconda divisione brasiliana.

## Palmarès

### Club

#### Competizioni statali
- Campionato Paranaense: 1

Atletico Paranaense: 2016
- Campionato paulista: 1

Palmeiras: 2024